# Günter Lammers
Günter Lammers is een Duits musicus, muziekproducent en songwriter. In 1980 had hij enkele hits in het duo Bogart. Hij was een van de producenten en schrijvers van enkele platen van Taco en Pussycat. Daarnaast schreef hij voor Duitse artiesten als Andrea Berg en Michael Holm. 

## Biografie
Lammers werkte sinds de jaren zeventig veel samen met Rolf Steitz, die als Juan Bastós bekend was geworden met de hit Loop di love (1971). Rond 1978/1979 richtten ze het duo Bogart op dat in 1980 drie hitnoteringen kende in Duitsland, met On Broadway, Stop lovin' you en Primaballerina. Begin jaren tachtig speelde hij op de toetsen voor de band Heartbeat.
Aan het begin van de jaren tachtig produceerde hij enkele singles voor de Nederlandse zanger Taco, die zijn bekendheid ervoor had verkregen met Putting on the ritz (1982). Het jaar erop was hij een van de producers en songwriters van het laatste album van Pussycat, After all (1983).
Voor zowel Taco als Pussycat schreef hij ook liedjes, evenals voor verschillende andere artiesten. Hij schreef onder meer voor Andrea Berg, Andy Borg, Klaus Densow, Michael Holm, Michael Morgen en Rosanna Rocci. In de jaren negentig was hij producent voor verschillende artiesten, zoals voor de Curaçaose Guillermo Marchena en de Oostenrijkse kleinkunstgroep Die Blauen Engel. Sinds 2000 is hij arrangeur vanuit Lindlar nabij Keulen.